# Enbridge
Enbridge Inc. è un'azienda di trasporto energia canadese con sede a Calgary, in Alberta, specializzata nel trasporto e nella distribuzione di petrolio grezzo, gas naturale, e altri liquidi con una divisione di energie rinnovabili dal 2002.

## Storia
La società ha più di 10.000 impiegati, per lo più in Canada e negli Stati Uniti. La società, nel 1949, inizialmente faceva parte di Interprovincial Pipe Line, dopo la prima importante scoperta di petrolio a Leduc, in Alberta. Il primo oleodotto fu costruito per il trasporto di petrolio dal Canada occidentale alle raffinerie orientali. IPL diventa Enbridge Pipelines nel 1998.

## Nome
Il nome Enbridge è un portmanteau di "energy" (energia) e "bridge" (ponte).

## Controversie
L'azienda è stata criticata per aver finanziato le forze di polizia che reprimevano le proteste contro i suoi oleodotti in Canada e in Nord Dakota.